# ماتيوس اياس
ماتيوس اياس (22 يناير 1992 بأمريكانا في البرازيل - ) هو لاعب كرة قدم برازيلي في مركز الدفاع.

## وصلات خارجية
- ماتيوس اياس على موقع قاعدة بيانات كرة القدم.إي يو (الإنجليزية)
- ماتيوس اياس على موقع Soccerway.com (الإنجليزية)